# 메이올 천체
메이올 천체(Mayall's Object, 특이 은하 목록에서는 Arp 148로 분류함.)는 큰곰자리에서 5억 광년 떨어진 곳에 위치한 두 개의 충돌하는 은하들의 결과물이다. 이 은하는 1940년 릭 천문대의 니콜라스 메이올이 크로슬리 반사 망원경을 이용하여 발견했다.

## 같이 보기
- 고리 은하
- 상호작용은하
- 불규칙 은하
- 특이 은하
- 안드로메다 은하와 우리 은하의 충돌